# ラブハドフ
「ラブハドフ」は、日本のヒップホップMC、MCUのハードオフ限定発売シングル。

## 概要
- ゲーム好きで知られるMCUと、ゲームやカメラなど多彩な商品を取り扱うハードオフのコラボレーション。
- MCUもハードオフでゲームをDigる（探す）ことがあるという。
- ハードオフの店内で流れており、CDも購入することができる。
- YouTube上では、ミュージックビデオが一般投稿者によって作られたり、ライブ音源や高音質な音源がアップロードされたりと、ハードオフ愛好者から高い支持を得ている楽曲となった。
- ミュージックビデオはハードオフ八王子大和田店で制作された[1]。

## タイアップ
- ハードオフコーポレーション

## 収録曲
- ラブハドフ
- ラブハドフ（Inst.）